# Підводні човни проєкту 629А, 629Р, 605, 601, 619
| Проєкт 629, 629Б, 629А, 629Р, 605, 601, 619 | Проєкт 629, 629Б, 629А, 629Р, 605, 601, 619                                             | Проєкт 629, 629Б, 629А, 629Р, 605, 601, 619                                             |
| ------------------------------------------- | --------------------------------------------------------------------------------------- | --------------------------------------------------------------------------------------- |
|                                             |                                                                                         |                                                                                         |
|                                             |                                                                                         |                                                                                         |
|                                             |                                                                                         |                                                                                         |
| Під прапором                                | СРСР                                                                                    | СРСР                                                                                    |
| Спуск на воду                               | 1959—1962 рр (24 човни)                                                                 | 1959—1962 рр (24 човни)                                                                 |
| Виведений зі складу флоту                   | з 1989 р                                                                                | з 1989 р                                                                                |
| Проєкт                                      |                                                                                         |                                                                                         |
| Тип ПЧ                                      | Дизельний підводний човен з ракетами балістичними                                       | Дизельний підводний човен з ракетами балістичними                                       |
| Розробник проєкту                           | ЦКБ-16                                                                                  | ЦКБ-16                                                                                  |
| Головний конструктор                        | Ісанін М.М.                                                                             | Ісанін М.М.                                                                             |
| Класифікація НАТО                           | «Golf-I» … «Golf-V»                                                                     | «Golf-I» … «Golf-V»                                                                     |
| Основні характеристики                      |                                                                                         |                                                                                         |
| Швидкість (надводна)                        | 14 вузлів (27 км/год)                                                                   | 14 вузлів (27 км/год)                                                                   |
| Швидкість (підводна)                        | 12 вузлів (23 км/год)                                                                   | 12 вузлів (23 км/год)                                                                   |
| Робоча глибина занурення                    | м                                                                                       | м                                                                                       |
| Гранична глибина занурення                  | 300 м                                                                                   | 300 м                                                                                   |
| Автономність плавання                       | 70 діб                                                                                  | 70 діб                                                                                  |
| Екіпаж                                      | 89 осіб (з них 10 офіцерів)                                                             | 89 осіб (з них 10 офіцерів)                                                             |
| Розміри                                     |                                                                                         |                                                                                         |
| Довжина найбільша (по КВЛ)                  | 99,8 м                                                                                  | 99,8 м                                                                                  |
| Ширина корпусу найб.                        | 8,2 м                                                                                   | 8,2 м                                                                                   |
| Середня осадка (по КВЛ)                     | 8 м                                                                                     | 8 м                                                                                     |
| Водотоннажність надводна                    | 2300 т                                                                                  | 2300 т                                                                                  |
| Озброєння                                   |                                                                                         |                                                                                         |
| Торпедно- мінне озброєння                   | Носові: 4 ТА калібру 533-мм (торпед), Носові: 2 ТА калібру 533-мм, без запасних торпед. | Носові: 4 ТА калібру 533-мм (торпед), Носові: 2 ТА калібру 533-мм, без запасних торпед. |
| Ракетне озброєння                           | Комплекс Д-2, 3 ракети Р-13                                                             | Комплекс Д-2, 3 ракети Р-13                                                             |

Підводні човни проєкту 629А, 629Р, 605, 601, 619 — серія радянських дизельних підводних човнів з балістичними ракетами. Побудовано і передано флоту 24 човни цього проєкту, один був переданий КНР.

## Історія
Технічне завдання на будівництво підводного човна для запуску ракет балістичних ЦКБ-16 отримало у травні 1954 року. У ньому пропонувалося взяти за основу опрацьований проєкт 641 але вже на стадії ескізного проєктування конструктори прийшли до висновку, що завдання на базі вказаного проєкту виконати не зможуть, тому технічне завдання переглянуто в січні 1956 року, де вже була згода на будівництво нового човна для запуску балістичних ракет. Причому, так як ракетний комплекс Д-2 для нового човна ще проєктувався, то була прийнята пропозиція М. М. Ісаніна проєктувати для вже існуючого комплексу Д-1 але з конструктивним резервом для подальшого переоснащення.
Головні кораблі проєкту, Б-92 і Б-93 були закладені у Сєвєродвінську і у Комсомольську-на-Амурі вже в 1957 році, а в кінці 1958 вже вийшли на випробування і одночасно розпочалося їх серійне виробництво, на Півночі було побудовано 16 човнів, а на Далекому Сході — 8, де один (під заводським номером — 208) був переданий КНР.

## Енергетичне обладнання
Дизель-електрична, трохвальна. 3 дизеля типу 37Д по 2000 к.с, гребний електродвигун ПГ-102 потужністю 2700 к.с. і 2 електродвигуна ПГ-101 по 1350 к.с., 4 групи акумуляторних батарей 48СМ по 112 елементів.

## Модифікації
Човни цього проєкту модернізувалися для оснащення різними новими типами ракет і були полігоном для відпрацьовування усіх типів БРПЧ, котрі стояли на озброєнні в 1960—2000 роках.

### Проєкт 629Б
Шістнадцятий човен проєкту К-142, був побудований для випробовування твердопаливного ракетного комплексу Д-6 і рідиннопаливного комплексу Д-4 з ракетою Р-21. Було зроблено 27 пусків ракети Р-21 і вона була прийнята на озброєння разом з комплексом Д-4.

### Проєкт 629А
У жовтні 1962 року було прийнято рішення модернізувати човни по проєкту 629А, котрий передбачав встановлення ракетного комплексу Д-4 з ракетами Р-21. Проєкт був прийнятий з умовою мінімізації об'єму робіт по модернізації. Найбільш був змінений 4 відсік і простір між корпусами. Було встановлено нові ракетні шахти і додаткові баластні цистерни для уникнення спливання човна після стрільби.

### Проєкт 629Р
В 1971—1972 роках три човни проєкту К-83, К-107 і К-61, були переобладнані по проєкту підводного човна ретранслятора 629Р, призначених забезпечувати стійкий зв'язок командування флоту з надводними і підводними кораблями в усіх точках Світового океану. Проєкт передбачав демонтаж ракетного комплексу, кормових торпедних апаратів і навігаційного комплексу «Плутон-629» для розміщення антен, радіообладнання і навігаційного комплексу «Міст-У». Переоснащені човни отримали назву БС-83, БС-107, БС-61. Усі три човни повернулися на флот з новим оснащенням до 1978 року.

### Проєкт 605
Проєкт 605 був розроблений у 1968—1969 роках. Переобладнували за 605 проєктом тільки човен К-102. Човен був оснащений ракетним комплексом Д-5 з ракетами Р-27 і Р27К (4К-18, SS-NX-13), призначений для ураження цілей на березі і авіаносців. Головний конструктор проєкту В. В. Борисов. Спочатку хотіли встановити 6 шахт але, аби не розміщувати двох комплектів апаратури управління, обмежилися 4 ракетами, Переобладнання закінчилося до вересня 1973 року, випробовування проводилися з 11 вересня 1973 року до 15 серпня 1975 року. В подальшому ракетним комплексом Д-5 озброювали підводні човни проєкту 667А «Навага».

### Проєкт 601
Човен К-118 був модернізований для випробування ракетного комплексу Д-9 з 6 ракетами типу РСМ-40 Р-29. Проєкт передбачав суттєве перероблення човна, заміни більшості легкого корпусу і більшості відсіків міцного корпусу. Випробування нового ракетного комплексу розпочалися у 1976 році, по завершені котрих комплекс Д-9 був прийнятий на озброєння. Ним озброювали човни проєкту 667Б Мурена. Планується що модифікація цього комплексу Д-9РМУ2 буде перебувати на озброєнні до 2020 року.

### Проєкт 619
Човен К-153 був переобладнаний для випробування ракетного комплексу Д-19 і отримав нову назву БС-153. Переобладнання проводилося на Сєвмаші, човен був оснащений 90-тонною трохступеневою ракетою РСМ-52 (Р-39). Випробування проводилися на Чорному морі у 1979 році, було виконано сім пусків ракети, внаслідок чого комплекс Д-19 був прийнятий на озброєння і ним були оснащені найбільші у світі човни, проєкту 941 Акула
В подальшому планувалося використовувати човен для випробовування ракетного комплексу Д-19УТТХ (Р-39УТТХ «Барк»).

## Інциденти
- 8 березня 1968 року[1] в північній частині Тихого океану, в 760 милях від острова Охау (в точці з координатами 40°06′ пн. ш. 179°57′ зх. д. / 40.100° пн. ш. 179.950° зх. д.) затонув човен К-129, у місці з глибиною близько 5600 м. Загинув весь екіпаж в складі 96 чоловік[2]. 12 серпня 1974 року під час таємної операції ЦРУ «проєкт Азоран», з допомогою спеціально сконструйованого обладнання була частково піднята носова частина підводного човна[3]

До сьогодні не встановлена причина аварії, існують чотири основні версії:
1.затоплення човна через шахту РДП при заряджені батарей через несправність клапана і як наслідок провал в позаграничну глибину (офіційна версія ВМФ СРСР);
2.вибух водню при заряджені батарей, через несправність системи вентиляції, що спричинило руйнування міцного корпусу;
3.зіткнення з американським підводним човном;
4.зіткнення з надводним кораблем.

## Представники
| Назва | Місце будівництва (заводський номер) | Закладений        | Спущений на воду | Прийнятий флотом (Флот) | Виведений зі складу флоту |
| ----- | ------------------------------------ | ----------------- | ---------------- | ----------------------- | ------------------------- |
| Б-92  | Сєверодвінськ (801)                  | 14 жовтня 1957    | 16 вересня 1958  | 29 грудня 1959 (ПФ)     |                           |
| Б-40  | Сєверодвінськ (802)                  | 16 грудня 1957    | 16 вересня 1958  | 30 грудня 1959 (ПФ)     |                           |
| Б-41  | Сєверодвінськ (803)                  | 17 лютого 1958    | 16 червня 1959   | 25 листопада 1959 (ПФ)  |                           |
| Б-42  | Сєверодвінськ (804)                  | 26 квітня 1958    | 23 липня 1959    | 29 листопада 1959 (ПФ)  |                           |
| Б-121 | Сєверодвінськ (805)                  | 28 травня 1958    | 19 вересня 1959  | 25 грудня 1959 (ПФ)     |                           |
| Б-125 | Сєверодвінськ (806)                  | 12 листопада 1958 | 23 квітня 1960   | 17 серпня 1960 (ПФ)     | 24 червня 1991            |
| Б-45  | Сєверодвінськ (807)                  | 20 листопада 1958 | 4 червня 1960    | 15 вересня 1960 (ПФ)    |                           |
| Б-29  | Сєверодвінськ (808)                  | 29 травня 1959    | 27 серпня 1960   | 26 листопада 1960 (ПФ)  |                           |
| Б-156 | Сєверодвінськ (809)                  | 10 липня 1959     | 17 вересня 1960  | 30 листопада 1960 (ПФ)  |                           |
| Б-149 | Сєверодвінськ (810)                  | 22 жовтня 1959    | 29 вересня 1960  | 10 грудня 1960 (ПФ)     |                           |
| Б-95  | Сєверодвінськ (811)                  | 18 березня 1960   | 9 травня 1961    | 31 серпня 1961 (ПФ)     | 14 березня 1989           |
| Б-48  | Сєверодвінськ (812)                  | 9 серпня 1960     | 27 травня 1961   | 23 вересня 1961 (ПФ)    |                           |
| К-93  | Сєверодвінськ (813)                  | 10 жовтня 1960    | 18 липня 1961    | 16 листопада 1961 (ПФ)  |                           |
| К-110 | Сєверодвінськ (814)                  | 1 грудня 1960     | 25 серпня 1961   | 28 листопада 1961 (ПФ)  |                           |
| К-153 | Сєверодвінськ (815)                  | 7 грудня 1960     | 27 вересня 1961  | 15 грудня 1961 (ПФ)     |                           |
| К-142 | Сєверодвінськ (816)                  | 20 січня 1961     | 17 вересня 1962  | 29 грудня 1962 (ПФ)     |                           |
| Б-93  | Комсомольськ-на-Амурі (131)          | 5 жовтня 1957     | 16 серпня 1958   | 31 грудня 1959 (ТОФ)    |                           |
| К-129 | Комсомольськ-на-Амурі (132)          | 15 березня 1958   | 6 травня 1959    | 31 грудня 1959 (ТОФ)    | загинув 8 травня 1968     |
| Б-109 | Комсомольськ-на-Амурі (133)          | 19 липня 1958     | 10 вересня 1959  | 12 жовтня 1960 (ТОФ)    |                           |
| Б-113 | Комсомольськ-на-Амурі (134)          | 29 листопада 1958 | 12 травня 1960   | 12 грудня 1961 (ТОФ)    |                           |
| Б-46  | Комсомольськ-на-Амурі (135)          | 11 квітня 1959    | 7 травня 1961    | 16 грудня 1961          |                           |
| Б-51  | Комсомольськ-на-Амурі (136)          | 31 жовтня 1959    | 20 серпня 1961   | 16 грудня 1961 (ТОФ)    |                           |
| К-163 | Комсомольськ-на-Амурі (137)          | 26 листопада 1960 | 7 липня 1962     | 19 грудня 1962 (ТОФ)    |                           |